# Стройный (миноносец)
«Стро́йный» — русский миноносец типа «Сокол». Потерян в Русско-японской войне.

## Офицеры миноносца
- Командиры:
  - 04.02.1904-05.02.1904 — Капитан 2-го ранга Е. М. Погорельский
  - 05.02.1904-18.02.1904 — Капитан 2-го ранга С. Иванов 4-й
  - 18.02.1904-31.10.1904 — Лейтенант В. Л. Кузьмин-Короваев 1-й